# Jéhan de Buhan
Henri Jéhan Éric Joseph Marie (Jéhan) de Buhan (Bordeaux, 5 april 1912 - aldaar, 14 september 1999) was een Frans schermer.
de Buhan nam tweemaal deel aan de Olympische Zomerspelen en won in 1948 zowel de gouden medaille individueel als met het team. In 1952 won de Buhan wederom de gouden medaille met het team individueel eindigde hij als vijfde.
In 1947 werd de Buhan zowel wereldkampioen met het degen team en het floret team. In 1951 won de Buhan de wereldtitel met het floret team.

## Resultaten

### Olympische Zomerspelen
| Jaar | Plaats   | Resultaten            |
| ---- | -------- | --------------------- |
| 1948 | Londen   | floret floret team    |
| 1952 | Helsinki | 5e floret floret team |

### Wereldkampioenschappen schermen
| Jaar | Plaats      | Resultaten                        |
| ---- | ----------- | --------------------------------- |
| 1938 | Piešťany    | floret team                       |
| 1947 | Lissabon    | degen team · floret team          |
| 1949 | Caïro       | floret team                       |
| 1950 | Monte Carlo | floret · degen team · floret team |
| 1951 | Stockholm   | floret team · floret              |

1896: Eugène-Henri Gravelotte ·
1900: Émile Coste ·
1904: Ramón Fonst ·
1912: Nedo Nadi ·
1920: Nedo Nadi ·
1924: Roger Ducret ·
1928: Lucien Gaudin ·
1932: Gustavo Marzi ·
1936: Giulio Gaudini ·
1948: Jéhan de Buhan ·
1952: Christian d'Oriola ·
1956: Christian d'Oriola ·
1960: Viktor Zjdanovitsj ·
1964: Egon Franke ·
1968: Ion Drîmbă ·
1972: Witold Woyda ·
1976: Fabio Dal Zotto ·
1980: Vladimir Smirnov ·
1984: Mauro Numa ·
1988: Stefano Cerioni ·
1992: Philippe Omnès ·
1996: Alessandro Puccini ·
2000: Kim Young-ho ·
2004: Brice Guyart ·
2008: Benjamin Kleibrink · 
2012: Lei Sheng · 
2016: Daniele Garozzo · 
2020: Cheung Ka-long · 
2024: Cheung Ka-long
1904: Fonst, Díaz, Van Zo Post ·
1920: Baldi, Costantino, A. Nadi, N. Nadi, Olivier, Puliti, Speciale, Terlizzi ·
1924: Cattiau, Coutrot, de Luget, Ducret, Gaudin, Jobier, Labatut, Perotaux ·
1928: Chiavacci, Gaudini, Guaragna, Pessina, Pignotti, Puliti ·
1932: Bondoux, Bougnol, Cattiau, Gardère, Lemoine, Piot ·
1936: Bocchino, Di Rosa, Gaudini, Guaragna, Marzi, Verratti ·
1948: Bonin, Bougnol, de Buhan, Lataste, d'Oriola, Rommel ·
1952: de Buhan, Lataste, Netter, Noël, d'Oriola, Rommel ·
1956: Bergamini, Carpaneda, Di Rosa, Lucarelli, Mangiarotti, Spallino ·
1960: Midler, Roedov, Sissikin, Svesjnikov, Zjdanovitsj ·
1964: Midler, Sissikin, Sjarov, Svesjnikov, Zjdanovitsj ·
1968: Berolatti, Dimont, Magnan, Noël, Revenu ·
1972: Dąbrowski, Godel, Kaczmarek, Koziejowski, Woyda ·
1976: Bach, Behr, Hein, Reichert, Sens-Gorius ·
1980: Bonin, Boscherie, Flament, Jolyot, Pietruszka ·
1984: Borella, Cerioni, Cipressa, Numa, Scuri ·
1988: Aptsiaoeri, Ibragimov, Koretsky, Mamedov, Romankov ·
1992: Koch, Schreck, Wagner, Weidner, Weißenborn ·
1996: Mamedov, Pavlovitsj, Sjevtsjenko ·
2000: Ferrari, Guyart, Lhotellier, Plumenail ·
2004: Cassarà, Sanzo, Vanni, Zennaro ·
2012: Valerio Aspromonte, Avola, Baldini, Cassarà ·
2016: Achmatchoezin, Safin, Tsjeremisinov ·
2020: Le Péchoux, Lefort, Mertine, Pauty ·
2024: Iimura, Matsuyama, Shikine, Nagano